# نهر مابوتشو
نهر مابوتشو (بالإسبانية: Río Mapocho) بلغة المابوتشي:Mapu chuco ، ومعناه «الماء الذي يخترق الأرض» هو نهر في تشيلي، يتدفق من منبعه في جبال الأنديز إلى الغرب ويقسم العاصمة التشيلية سانتياغو إلى قسمين.

## مسار
حتى القرن التاسع عشر، كان النهر هو الحدود الشمالية لسانتياغو، ومن ثم كان مكان وصول القطارات من شمال تشيلي، وفي وقت لاحق أيضًا محطة الحافلات إلى الشمال. أيضا فيغا سنترال، مكان العمل الرئيسي لتزويد سانتياغو بالأطعمة بالإضافة إلى ميركادو سنترال. 
حتى النصف الأول من القرن العشرين، كان مجرى النهر (الموجه) نقطة التقاء للمشردين والمجرمين الصغار.
منذ سبعينيات القرن الماضي، استُخدمت جدران «القناة» في سانتياغو، التي يشاهدها يوميًا الآلاف من «سانتياجينوس»، في الدعاية السياسية. في كل عام، تبحر سباقات Hazing Regatta النهر إلى أسفل خلال احتفالات بداية العام في جامعة تشيلي.